# Камчатская краевая больница имени А. С. Лукашевского
Камчатская краевая больница имени А. С. Лукашевского (Государственное бюджетное учреждение здравоохранения «Камчатская краевая больница имени А. С. Лукашевского») — учреждение здравоохранения краевого значения в г. Петропавловске-Камчатском.

## История
26 июля 1954 года - постановлением Камчатского областного комитета была основана Камчатская областная больница на базе Петропавловской городской больницы.
1958 год - больница приобрела вид больничного городка. Появились новые отделения, включая отделение санитарной авиации на всю область. Созданы биохимическая, гистологическая и бактериологическая лаборатории. Открылось поликлиническое отделение.
1963 год - открылся акушерско-гинекологический корпус.
1964 год - открылось урологическое отделение.
1968 год - больнице было присвоено имя Андрея Савельевича Лукашевского. Андрей Савельевич Лукашевский - фельдшер, первый комиссар здравоохранения Камчатской области.
1970 год - открылся новый терапевтический корпус, в котором были размещены эндокринологическое, гематологическое, гастроэнтерологическое и кардиоревматологическое отделения. Позднее до 1973 года были открыты нейрохирургическое отделение, отделение челюстно-лицевой хирургии и реанимационное отделение.
Сегодня краевая больница имени А.С. Лукашевского - самое крупное многопрофильное учреждение здравоохранения Камчатского края. В больнице трудится 700 человек, более 70% врачей и медсестер имеют квалификационную категорию, также в больнице работают 2 кандидата медицинских наук.

## Деятельность
Камчатская краевая больница имени А.С. Лукашевского - является крупным лечебно-профилактическим учреждением края и города. В больнице работают 11 главных внештатных специалистов Министерства здравоохранения Камчатского края.
В больнице находятся единственные в Камчатском крае отделение гравитационной хирургии и гемодиализа, отделение челюстно-лицевой хирургии, гематологическое отделение и нейрохирургическое отделение.
Больница сотрудничает с Министерством здравоохранения Камчатского края, Камчатским медицинским колледжем, Камчатским государственным университетом имени Витуса Беринга.

### Лечебные отделения
- Аптечный киоск
- Физиотерапевтическое
- Терапевтическое
- Гастроэнтерологическое
- Гематологическое
- Гинекологическое
- Гемодиализ и гравитационная хирургия крови
- Неврологическое
- Нейрохирургическое
- Отоларингологическое
- Офтальмологическое
- Приемное
- Травматологическое
- Урологическое
- Хирургическое

### Диагностические отделения
- Патолого-анатомическое отделение
- Лабораторная диагностика
- Функциональная диагностика
- Лучевая диагностика (Рентген, УЗИ, МРТ, КТ)

### Другие подразделения
- Камчатская краевая консультативная поликлиника
- Краевое государственное казенное учреждение здравоохранения "Камчатский территориальный центр медицины катастроф"
- Центр по профилактике и борьбе со СПИД и инфекционными заболеваниями